# 鄭攻陳之戰
鄭攻陳之戰，鄭國攻打陳國的戰爭，主要有两次。

## 前716年
前718年，陳國参加以宋國為首的盟軍在東門之戰中攻打鄭國。
前717年，鄭莊公主動請求與陳國講和，陳桓公並不准許，大夫五父勸諫陳桓公應親仁善鄰，答應講和。陳桓公因已答應宋國及衛國，不想被兩國責難，所以拒絕。轉年（前716年）五月，鄭莊公入侵陳國，大獲全勝，但是陳國不同意停戰。
前715年十二月，陳國及鄭國講和。翌年四月，鄭國世子忽遣使如陳求婚，陳桓公答應，世子忽至陳，親迎媯氏以歸鄭國。自此陳鄭結為同盟。

## 前548年
前549年二月，郑简公去晋国，请求攻打陈国。前549年冬季，陈哀公会合楚王攻打郑国，在陈军经过的路上，水井被填塞，树木被砍伐，郑国人怨恨他们。前548年六月，郑卿公孙舍之（子展）和子产率领七百辆战车攻打陈国，夜间突然袭击，于是攻进了城。公孙舍之命令军队不要进入陈哀公的宫室，和子产亲自监守着宫门。陈哀公派司马桓子把宗庙的祭器赠送给他们，然后自己穿上丧服，抱着土地神的神主，让他手下男男女女分开排列捆绑着，在朝廷上等待。公孙舍之手拿马僵绳进见陈哀公，再拜叩头，捧着酒杯进献。子产进来，数点俘虏的人数就出去了。郑国人向土地神祝告除灾去邪，司徒归还民众，司马归还兵符，司空归还土地，随后就撤兵回国。子产向晋国奉献战利品，穿着军服主持事务。晋国的士庄伯质问陈国的罪过。